# Fanny Bullock Workman
Pour les articles homonymes, voir Bullock et Workman.
Fanny Bullock Workman, née le 8 janvier 1859 et morte le 22 janvier 1925, est une alpiniste, exploratrice, géographe et cartographe américaine.

## Biographie
Fanny Bullock, née le 8 janvier 1859, a épousé le docteur William Hunter Workman. Le couple disposait d'une grande fortune qui leur a permis de financer de nombreuses expéditions lointaines.
Leur première passion est la bicyclette. Alliant ce moyen de transport et leur goût pour l'exploration, ils parcourent l'Europe puis Ceylan et l'île de Java en Indonésie. Infatigables, ils font, toujours à vélo, un périple de 22 000 km à travers les Indes où ils ont l'occasion de découvrir la majesté des montagnes himalayennes. 
Ils décident alors de consacrer tous leurs loisirs à  l'exploration de l'Himalaya et du Karakoram. En 1899, ils organisent une première expédition dans le Ladakh en Inde. L'année suivante, ils engagent le guide Matthias Zurbriggen pour les accompagner dans le Karakoram. En 1903, dans la même région et en compagnie de trois guides dont Joseph Petigax, ils gravissent le Chogo (6 555 m) et le Lungma (6 880 m) et, trois ans plus tard, dans la région du Nun Kun, elle établit le record féminin d'altitude (6 930 m) en réalisant la première ascension du Pinnacle peak. 
En 1908, ils explorent le glacier d'Hispar et, en 1912, lors de leur dernière expédition, le glacier de Siachen récemment découvert. Fanny Bullock-Workman resta de longues années « la femme la plus haute du monde ».

## Écrits
- Ice-bound heights of the Mustagh: an account of two seasons of pioneer exploration in the Baltistan Himálaya[3].